# 국도 제2호선 (파라과이)
국도 제2호선(스페인어: Ruta Nacional Número 2, "Mcal. José Félix Estigarribia"), 약칭:루타 도스(Ruta Dos))는 아순시온과 코로넬오비에도를 사이에 이어주는 총 연장 132km의 거리인 파라과이의 일반 국도이다. 주요 경유지 중 관통되어 있는 주와 경유 도시들은 아순시온, 카과수 주, 코르넬오비에도 등이 있고 관통되어 있는 행정 구역상으로는 센트랄 주와 코르디예라 주가 중간에 거쳐서 가는 것으로 보인다. 다만 코로넬오비에도에서 국도 제7호선과 합류하지만, 해당 도로가 시우다드델에스테까지 연결되기도 한다.